# All I Was
All I Was ist das erste Studioalbum der US-amerikanischen Hard-Rock-/Thrash-Metal-Band Tremonti. Das Album erschien am 17. Juli 2012 über Fret12.

## Entstehung
Der Gitarrist Mark Tremonti (Alter Bridge, Creed) erklärte erstmals im Jahre 2010 seinen Wunsch, ein Soloalbum zu veröffentlichen. Nach eigener Aussage würde Tremonti so viel Musik schreiben, die nicht zu seinen beiden anderen Bands passen würden und er es schade finden würde, wenn diese Lieder nicht veröffentlicht werden würden. Gegenüber dem deutschen Magazin Metal Hammer sagte Tremonti, dass seine Bandkollegen bei Alter Bridge und Creed immer mit den Augen gerollt hätten, wenn er ihnen seine Metal-artigen Riffs vorspielten und ihm dann „Wir sind nicht Slayer!“ sagten.
Für das Album nutzte Mark Tremonti zahlreiche alte Ideen, wie zum Beispiel das Titellied oder You Waste Your Time. Wish You Well stammt sogar aus Tremontis Zeit in der Highschool. Sein Hauptziel war es, das aufzunehmen, was ihn schon immer ausgezeichnet habe und was er liebt. Dies wäre eine Kombination aus Speed Metal und Melodien. Zusammen mit den beiden Submersed-Musikern Eric Friedman (Gitarre, Bass) und Garrett Whitlock (Schlagzeug) nahm Tremonti das Album auf. Mark Tremonti übernahm auch den Gesang. Für die Aufnahmen nutzte Tremonti ein dreimonatiges Zeitfenster, in dem Alter-Bridge-Sänger Myles Kennedy mit Slash auf Tournee war. Produziert wurde All I Was von Michael Baskette.

## Hintergrund
In den Texten des Albums beschäftigt sich Mark Tremonti mit persönlichen Enttäuschungen und Vertrauensbruch. Mit dem Album wollte Mark Tremonti sich einige Dinge von der Seele zu schreiben, die ihn schon seit längerer Zeit bedrücken. Als Beispiel nannte er zum Beispiel schlechte Erfahrungen mit dem Musikgeschäft. Aus seinen Erfahrungen hinaus nahm Tremonti den geschäftlichen Teil für seine Soloband in die eigene Hand und veröffentlichte das Album über das Plattenlabel Fret12, dass er zusammen mit seinem Bruder gründete.

„Es gibt so viele Leute im Business die dir vorspielen, dein Freund zu sein. Doch hinter deinem Rücken geht es nur darum, dass sie durch dich profitieren oder dich ausnutzen wollen.“

Der Albumtitel All I Was kommt von dem gleichnamigen Lied. Als Mark Tremonti einen Titel für das Album suchte, fiel ihm dieser Titel ins Auge. Die Musik auf dem Album würde gleichzeitig die Art von Musik symbolisieren, die ihn ausmacht. Das Lied Doesn’t Matter handelt davon, dass man seinen Hass und Ärger nicht aufstauen sollte und über diese Dinge hinwegkommen sollte, um nicht daran zu grund zu gehen. Das Lied Brains kam auf kuriose Weise zu seinem Titel. Als Mark Tremonti das Riff für dieses Lied aufnahm, kam sein damals dreijähriger Sohn ins Zimmer und rief ständig „brains, brains“. Diese Worte waren auf der Aufnahme zu hören, so dass Brains erst zum Arbeitstitel und schließlich zum endgültigen Titel des Liedes wurde.

## Rezeption

### Rezensionen
Christof Leim vom deutschen Magazin Metal Hammer bescheinigte Mark Tremonti, dass er „seinen Kompositionen eine stählerne Infusion verpasst habe“. Das Lied Wish You Well „könnte auch von Metallica sein“. Da Tremonti mit dem Album „guten Stoff abgeliefert haben“ bewertete Leim das Album mit sechs von sieben Punkten. Boris Kaiser vom deutschen Magazin Rock Hard schrieb, dass Mark Tremonti der „Spagat, härtere Sounds mit absolut radiotauglichen Melodien zu verbinden, gut gelungen wäre“. Dabei würde die Musik „weitaus weniger pathetisch als bei den beiden Hauptbands des Meisters klingen“, wofür Kaiser acht von zehn Punkten vergab. Andreas Schiffmann vom Onlinemagazin Musikreviews hingegen meinte, dass „ein Viertel der Stücke, gerade in der zweiten Hälfte des Albums, austauschbar wären“. Wer „Designer-Rockmusik liebt dürfte hier nicht passen“. Schiffmann vergab neun von 15 Punkten.

### Chartplatzierungen
All I Was stieg auf Platz 29 der US-amerikanischen Albumcharts ein. In der ersten Woche nach der Veröffentlichung in den USA wurde das Album rund 12.000 Mal verkauft. In Deutschland erreichte das Album Platz 48, in Österreich Platz 43 und in der Schweiz Platz 41.